# Van Lennep (geslacht)

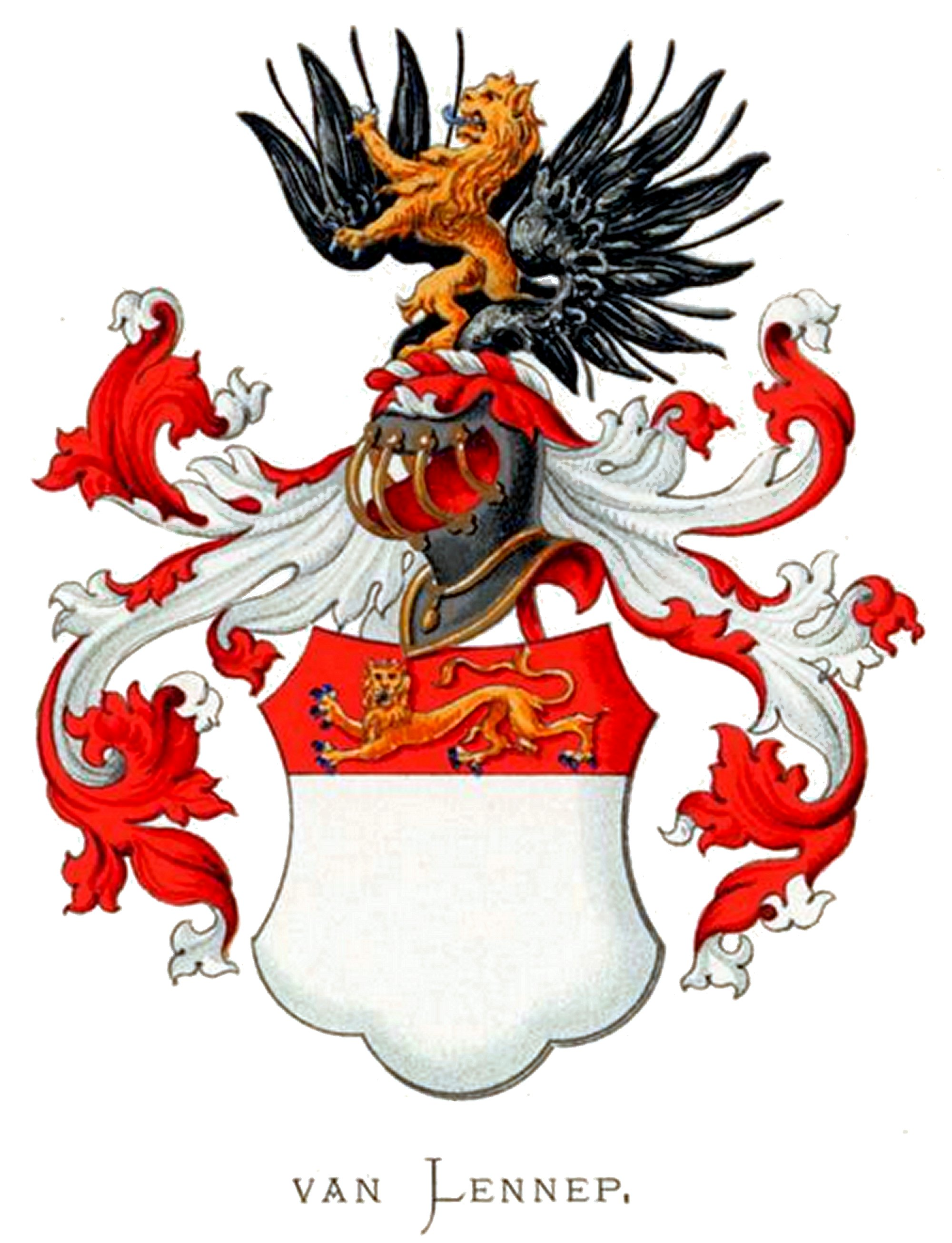
Familiewapen van Van Lennep

Van Lennep (ook: Deutz van Lennep, Roeters van Lennep en Ross van Lennep) is een uit Arnhem afkomstig geslacht waarvan leden sinds 1822 tot de Nederlandse adel behoren.

## Geschiedenis
De stamreeks begint met de snijder en later brouwer te Arnhem Gerrit van Lennep, die in 1523 trouwde, tussen 13 april 1558 en 28 mei 1560 overleed en een bastaardzoon was van Werner van Lennep. In de 17e eeuw vestigden zich nazaten in Amsterdam die (zijde)lakenkooplieden werden. 
Veel kooplieden huwden vrouwen uit bekende, rijke, families, zoals uit de familie  Hooft, de familie  Trip en de familie  Six, en lieten zich portretteren door o.a. Frans Hals,  Rembrandt en Ferdinand Bol.

### Regenten
Aanvankelijk waren de Van Lenneps doopsgezind en dat sloot hun uit van vele overheidsfuncties. Hieraan kwam een eind toen David van Lennep, vader van  Cornelis van Lennep, zich begin achttiende eeuw aansloot bij de hervormden.
Vanaf die tijd werden zij bestuurders, op lokaal en later ook op nationaal niveau, en vestigden veel leden zich in het Haarlemse waar ze allerlei buitenplaatsen bewoonden. Dezelfde David van Lennep kocht in 1767 het landgoed Huis te Manpad te Heemstede, dat tot 1953 in het bezit van de Van Lenneps bleef.
Veel leden behoorden in de 19e en begin 20e eeuw tot de hoogstaangeslagenen in de provincie.

### Adeldom
Op 24 oktober 1813 werd Abraham Jacob van Lennep (1778-1842) als eerste van het geslacht door keizer Napoleon met de titel baron de l'Empire in het adeldom verheven.
Bij Koninklijk besluit van 8 mei 1822 werd Abraham Jacob van Lennep (1778-1842) verheven in de Nederlandse adel met het predicaat jonkheer. Verheffingen volgden nog tot 13 februari 1934, na de een-na-laatste verheffing uit 1927 waarbij jkvr. Jetty van Lennep (1894-1972) en haar zus werden verheven.
Andere telgen kozen er bewust voor niet in de adel te worden verheven. In 1918 en 1958 werd het geslacht opgenomen in het Nederland's Patriciaat. Hierin zijn met name de niet-adellijke takken opgenomen, waartoe die met de dubbele geslachtsnamen behoren.

## Enkele telgen
- Elias en Hendrik van Lennep (* 1637 of 1638, resp. 1635), etsers
- Aernout van Lennep (1718-1791), koopman
- Mr. Cornelis van Lennep (1751-1813), politicus en lid nationale vergadering
- Jacob Abraham van Lennep (1752-1828), koopman en lid notabelenvergadering
- Jhr. mr. David Cornelis van Lennep (1766-1838), lid Wetgevend Lichaam
- Prof. mr. David Jacob van Lennep (1774-1853), schrijver, hoogleraar en politicus
- Mr. Jacob van Lennep (1802-1868), schrijver, taalkundige en politicus
- Jhr. Christiaan van Lennep (1828-1908), ondernemer en wethouder van Hilversum
- Jhr. mr. Maurits Jacob van Lennep (1830-1913), jurist en politicus
- Jhr. mr. Frank Karel van Lennep (1865-1928), jurist en lid Tweede Kamer
- Jhr. Norman van Lennep (1872-1897) schaakmeester
- Jkvr. Madzy van Lennep (1879-1959), tennisster
- Jhr. Christiaan van Lennep (1887-1955)), meervoudig tenniskampioen van Nederland
- Jhr. Frans Johan Eliza van Lennep (1890-1980), publicist
- Jkvr. Henriette van Lennep (1894-1972), componiste
- Adrienne Minette (Mies) Boissevain-van Lennep (1896-1965), verzetsstrijder, feministe, bedenker Nationale feestrok
- Prof. jhr. dr. David Jacob van Lennep (1896-1982), psycholoog en hoogleraar psychotechniek
- Jhr. Aernout van Lennep (1898-1974), militair en Olympisch ruiter
- Jkvr. dr. mr. Johanna Elisabeth van Lennep (1903-2004), advocate, psychologe en honderdplusser
- Hugo van Lennep (1913-1945), verzetsstrijder
- Jhr. mr. Emile van Lennep (1915-1996), thesaurier-generaal en Minister van Staat
- Hester van Lennep (1916-2000), verzetsstrijder
- Jhr. Gijsbert van Lennep (1942), voormalig autocoureur

## Wapens

Geslachten die opgenomen zijn in het sinds 1910 verschijnende genealogische naslagwerk Nederland's Patriciaat. Lijst volgens opgave van het CBG Centrum voor familiegeschiedenis.
A · B · C · D · E · F · G · H · I · J · K · L · M · N · O · P · Q · R · S · T · U · V · W · Y · Z